# Knut Grönvall
Knut Grönvall, född 29 juni 1892 i Ängelholm, död där 8 oktober 1957, var en svensk tobakshandlare och målare, tecknare och illustratör.
Han var son till fabrikören Nikanor Grönvall och Charlotte Persson och från 1930 gift med Margaretha Lundin. Grönvall tecknade kroki för Christian Berg men var i övrigt autodidakt som konstnär. Han medverkade i utställningar med Helsingborgs konstförening på Vikingsberg ett flertal gånger och årligen med Ängelholms konstförening 1945–1951 samt med Åstorps konstförening. Hans konst består av diffusa landskap, stilleben, figurer och gatumotiv från Ängelholm. Han medverkade i Helsingborgs Dagblad som illustratör och gav 1922 ut boken Engelholmsgubbar och 1937 Ängelholm, gamla Ängelholmsbilder.